# اچ‌ام‌اس ویکتوری
اچ‌ام‌اس ویکتوری (به انگلیسی: HMS Victory) یک کشتی است که در سال ۱۷۶۵ میلادی ساخته شد و امروزه، تبدیل به کشتی‌موزه شده است.